# ایگور چیلنسکو
ایگور چیلنسکو (روسی: Игорь Леонидович Численко؛ ۴ ژانویهٔ ۱۹۳۹ – ۲۲ سپتامبر ۱۹۹۴) یک بازیکن فوتبال اهل اتحاد جماهیر شوروی سوسیالیستی بود.